# 普里博伊内农村居民点
普里博伊内农村居民点（俄语：Прибойнинское сельское поселение）是俄罗斯联邦伊尔库茨克州布拉茨克区所属的一个农村居民点。其下辖有个居民点，行政中心为普里博伊内。据2016年统计，该农村居民点的人口为598人。